# Lerín
Lerín (em castelhano) ou Lerin (em basco) é um município da Espanha na província e comunidade foral (autónoma) de Navarra. Tem 98,16 km² de área e em 2021 tinha 1 775 habitantes (densidade: 18,1 hab./km²).

## Demografia
| Variação demográfica do município entre 1991 e 2004 | Variação demográfica do município entre 1991 e 2004 | Variação demográfica do município entre 1991 e 2004 | Variação demográfica do município entre 1991 e 2004 |
| --------------------------------------------------- | --------------------------------------------------- | --------------------------------------------------- | --------------------------------------------------- |
| 1991                                                | 1996                                                | 2001                                                | 2004                                                |
| 2059                                                | 1932                                                | 1857                                                | 1833                                                |